# Kiemna-Yarcé
Kiemna-Yarcé est une localité située dans le département de Pissila de la province du Sanmatenga dans la région Centre-Nord au Burkina Faso.

## Géographie
Kiemna-Yarcé se trouve à environ 17 km de Pissila, le chef-lieu du département, ainsi qu'à environ 40 km au nord-est de Kaya, la capitale régionale.

## Histoire
À partir de 2019, le département est fréquemment touché par le terrorisme djihadiste avec des attaques répétées de groupes armés dans différents villages, comme celle de Palsègué le 16 mai 2021 puis celle contre des volontaires pour la défense de la patrie (VDP) à Firka deux jours plus tard. Le 17 mai 2021, c'est au tour de Kiemna-Yarcé de subir une attaque de groupes armés qui encerclent le marché provoquant l'exode des habitants vers Pissila et Kaya dans des camps de déplacés internes.

## Économie
L'économie du village repose principalement sur l'agriculture mais également sur le commerce de son marché.

## Éducation et santé
Kiemna-Yarcé accueille un centre de santé et de promotion sociale (CSPS) tandis que le centre hospitalier régional (CHR) se trouve à Kaya.
Le village possède une école primaire publique tandis que le lycée départemental à Pissila.